# Ephraïm Inoni
Ephraïm Inoni (16 de agosto de 1947) es un político camerunés que ejerció como primer ministro del país del 8 de diciembre de 2004 al 30 de junio de 2009, cuando fue sustituido por Philémon Yang. Es un anglófono de la etnia Bakweri. Nació en la villa costera de Bakingili, en la municipalidad de Lambe. Hombre de confianza y asistente del presidente Paul Biya, desde sus inicios también como ministro desde 1992, e incluso como gobernador. Es miembro del Movimiento Democrático del Pueblo Camerunés (RDPB).

## Biografía
Inoni habla inglés y pertenece a la etnia bakweri. Nació en el pueblo de Bakingili, cerca de Limbe, en la región suroeste de Camerún. Fue tesorero municipal de Douala 1981-1982, entonces tesorero de la Embajada de Camerún en los Estados Unidos 1982-1984 y director de la cuenta de balance dentro del Ministerio de Finanzas de 1984 a 1988. Más tarde, fue nombrado Secretario de Estado de Finanzas el 9 de abril de 1992, y luego Secretario General Adjunto a la Presidencia el 27 de noviembre de 1992. último puesto hasta su nombramiento como Premier Ministro en diciembre de 2004.
Inoni es miembro del Comité Central del CPDM. Formó parte del equipo de campaña para la campaña electoral de Biya en 2004 y presidió el comité de apoyo a la campaña en la Provincia del Sudoeste. 
Biya despidió a Inoni como primer ministro el 30 de junio de 2009, nombrando a otro anglófono, Philemon Yang, para reemplazarlo. La reorganización ha sido la reforma más grande desde el nombramiento de Inoni como primer ministro. El presidente Biya dijo a la radio pública que doce ministros habían sido despedidos (incluidos Inoni y el ministro de defensa), seis se habían unido al gobierno y tres habían cambiado de lugar. Se cree que la ira pública por el aumento de los precios de los alimentos y la corrupción gubernamental, combinada con los intentos de Biya de fortalecer el apoyo a las próximas elecciones presidenciales, llevó a su despido, mientras que Inoni estaba en el proceso de obtener $ 140 millones en asistencia del Fondo Monetario Internacional, aunque no se dio una explicación oficial. 
Sospechoso de corrupción durante su mandato, Inoni fue arrestado el 16 de abril de 2012. Este arresto formó parte de la Operación Epevier (gavilán), una campaña anticorrupción lanzada por el presidente Paul Biya en 2004. Este arresto estaba vinculado a la operación Albatross, sobre la compra de alto costo en 2003 del aparato presidencial, que tuvo serias fallas durante su vuelo inaugural con la pareja presidencial del Aeropuerto Internacional de Douala a París en 2004. Fue uno de los muchos funcionarios arrestados durante una represión contra la corrupción.
Ephraim Inoni fue interrogado a puerta cerrada por investigadores de magistrados en el contexto de los procedimientos legales en este caso, conocidos en Camerún como el "Asunto de Albatros". Fue detenido en prisión preventiva por el Tribunal Superior de Mfoundi en Yaundé.